# 聖母教堂 (土魯斯)

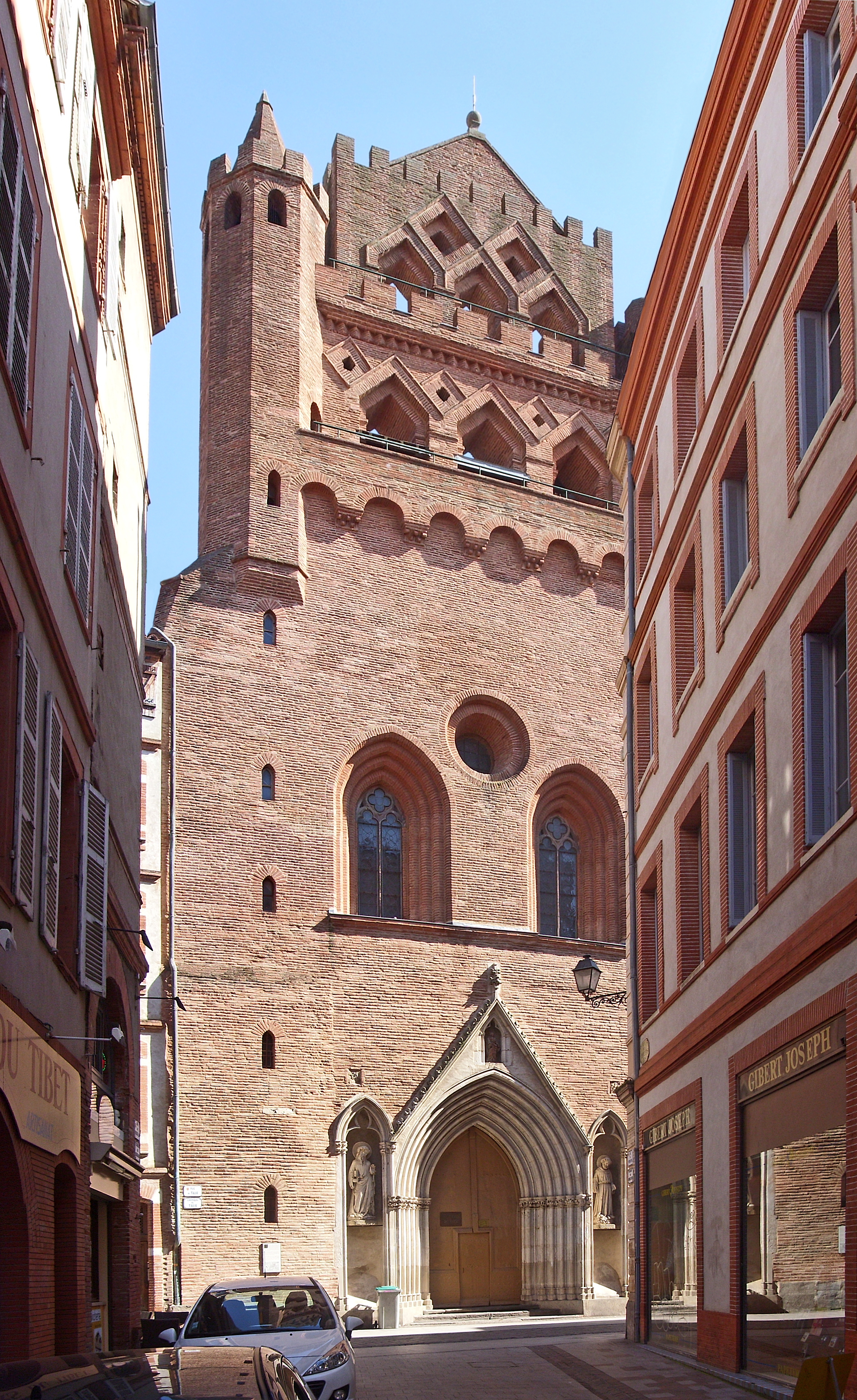
藝術塔

聖母教堂（Notre-Dame du Taur）是位於法國城市圖盧茲的一座羅馬天主教的教堂。教堂位於聖塞寧聖殿的附近。自1840年開始，聖母教堂被列入歷史紀念建築。